# Chiki Chiki Boys
Mega Twins, conegut Japó i Europa com Chiki Chiki Boys (チキチキボーイズ, Chiki Chiki Bōizu), és un joc d'arcade del 1990 desenvolupat i publicat per Capcom.

## Història
El joc tracta de dos bessons que estan tractant de tornar a prendre el control de les seves terres, Alurea, després d'un inesperat atac d'un monstre, destruint tot al seu pas. La gent de Alurea ha viscut en pau durant mil anys i s'ha oblidat de lluitar, però, els únics supervivents de la terra, els fills bessons del rei, han d'assumir el repte de tornar seu regne a la seva antiga glòria. Els dos bessons, d'uns 15 anys, emigren a la recerca d'una llegendària pedra coneguda com ("Dragon Blue Eyes" en català "Els ulls blaus del dragó"), que es rumoreja que és capaç de posar tot en ordre.

## Mecànica de joc
El joc combina desplaçament, joc de plataformes, derrotar a tots durant el joc, els jugadors poden manejar als bessons. El joc es pot jugar sol (en aquest cas només un dels bessons és present), o amb dos jugadors, cada jugador porta a un bessó.
A més de moure, els jugadors poden saltar i agafar-se a les parets, cosa que els permet pujar a les zones que d'altra manera estarien fora del seu abast. Cada jugador està armat amb una espasa màgica, que és la principal arma utilitzada contra els enemics en el joc. També es poden recollir Bombes Màgiques a mesura que progressa el joc, quan s'usen poden causar danys a tots els enemics a la pantalla. Cada jugador pot portar una quantitat limitada d'aquestes bombes.
Cada jugador té una barra d'energia que s'esgota cada vegada que es fa contacte amb un enemic o un projectil. Quan l'energia arriba a zero, el jugador perd una vida.
Hi ha cofres dispersos per tot el joc (alguns dels quals estan ocults i han de ser descoberts), la majoria dels quals contenen monedes que sumen punts a la puntuació dels jugadors, però alguns d'ells contenen potenciadors i bonificacions, com una píndola que omple la vida dels jugadors "barres d'energia i una espasa màgica millorada.

### Nivells
El joc es compon de nou nivells, que són els següents:
- Ronda 1 - la terra - que consta d'una secció del bosc i una caverna plena de lava. La deessa Callie es troba al final d'aquest nivell.
- Ronda 2 - el cel - al final, s'arriba al déu del cel al Santuari de Meius.
- Ronda 3 - sota el mar - en què els bessons viatgen a través d'un vaixell pirata enfonsat encantat.
- Ronda 4 etapa 1 - jungla de vidre / cavernes.
- Ronda 5 Etapa 2 - les bases sota l'aigua.
- Ronda 6 Etapa 3 - la masmorra del castell del monstre.
- Ronda 7 etapa 4 - al cel.
- Ronda 8 etapa 5 - ascens al cim del castell del monstre.
- Ronda 9 - escapar al paradís.

El jugador pot triar ser qualsevol dels tres primers nivells, però la resta de nivells només es pot accedir de forma seqüencial.

## Seqüeles
- U.S. Gold publicà la seqüela de Mega Twins per a Atari ST i Commodore Amiga a 1991. Les seqüeles de la Commodore 64, ZX Spectrum i Amstrad CPC es van anunciar, però mai van ser publicades.[1]
- La seqüela de  Mega Drive / Genesis va ser llançada per Sega a 1992 i 1993. Desenvolupada per Visco Corporation, aquesta seqüela va ser llançat a Amèrica del Nord i Europa, sota el títol original en japonès del joc de Chiki ChikiBoys. Aquesta seqüela no té multijugador, però en algunes parts d'aquesta versió de  BGM i els gràfics són gairebé idèntics als del'arcade.
- La secuea de PC-Engine Super CD-ROM publicada el 1994 exclusivament al Japó per  NEC Avenue. Aquesta seqüela compta amb versions millorades de la major part de la banda sonora de la música de fons en BGM, però, alguns utilitzen PC-Engine s sound xip. A diferència de la seqüela de Mega Drive / Genesis, la seqüela de PC-Engine Super CD-ROM ² inclou multijugador.
- El joc està inclòs en Capcom Classics Collection: Remixed per al PlayStation Portable, i Capcom Classics Collection Volum 2de PlayStation 2 i Xbox, ambdós publicats el 2006.
- Dins de la infame "beta Simon Wai" de Sonic the Hedgehog 2, havia deixat més de sprites des de la seqüela de Sega Genesis Chiki Chiki Boys / Mega els bessons que es creia que eren d'un nivell desert remogut. Això va ser comprovat posteriorment i va ser fals.